# Manes (Janowiec)
Manes (inna wymowa: maneż) – teren przyległy do zamku w Janowcu (województwo lubelskie, powiat puławski), powozownia i stajnia dla koni. Słowo to uległo spolszczeniu od francuskiego manege (w tłumaczeniu: ujeżdżalnia).
„Na koniec należy się jeszcze słów kilka wiernym towarzyszom ówczesnych ludzi wszelkiego stanu – koniom. Gdzie je trzymano? W obrębie murów nie było dla nich miejsca w Janowcu, podobnie zresztą jak w Nidzicy, Baranowie, Łańcucie i wielu innych zamkach. Prawdopodobnie dwa, trzy „podręczne” wierzchowce stały po północnej stronie dziedzińca, pod arkadami krużganka osłonięte od wiatru, deszczu, czy śniegu. A reszta? Te żołnierskie, pociągowe, słowem – służebne? Odpowiedź daje nam tradycja mieszkańców Janowca, którzy do dzisiejszego dnia miejsce położone przed parkiem, na skraju góry zamkowej od strony miasta nazywają „manes”, co jest zniekształceniem francuskiego słowa „manege” (ujeżdżalnia). […] A powozownia? Wydaje się, że płaski plac obok „manesu” daje na to odpowiedź.”.

## Manes w dokumentach archiwalnych

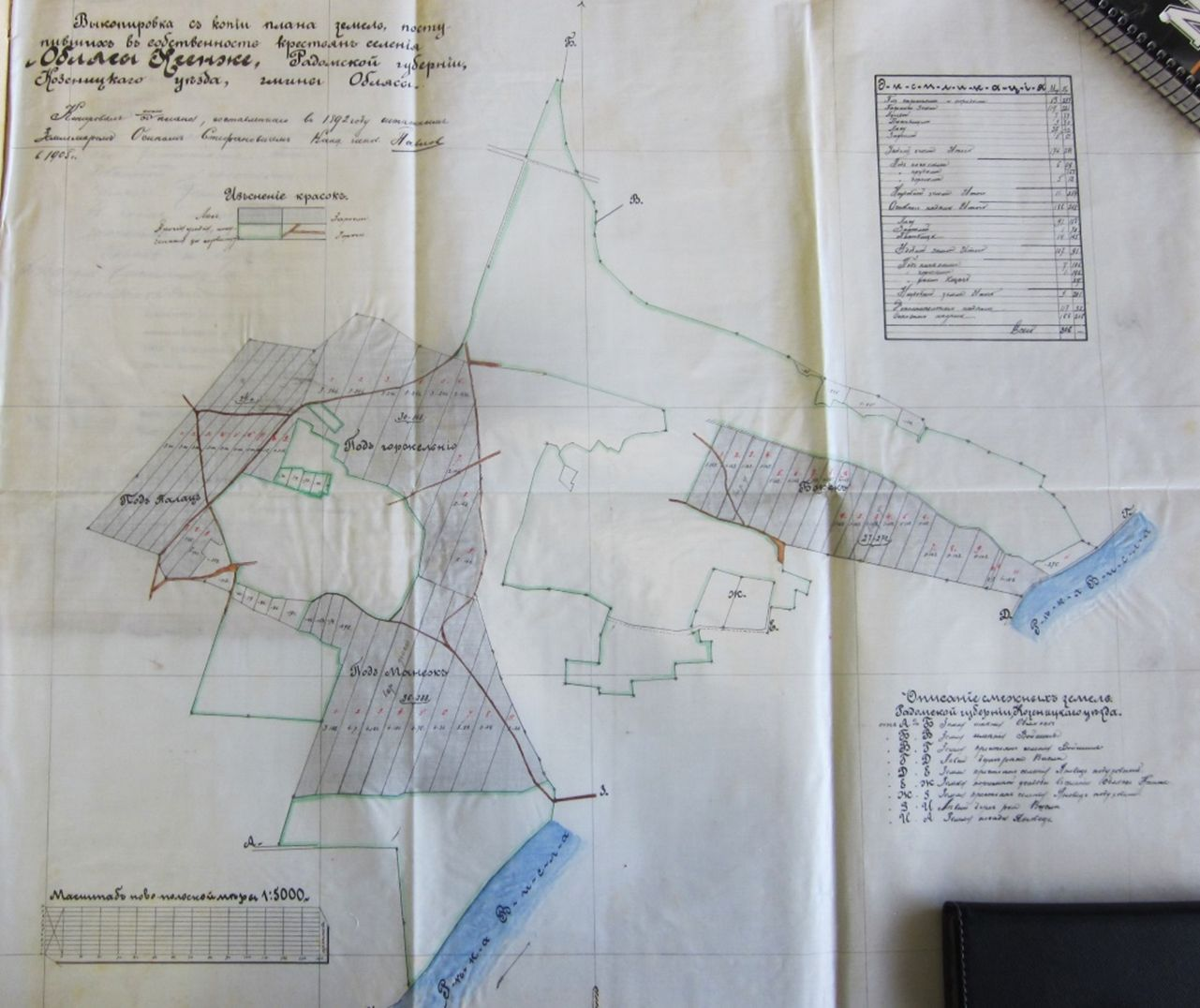
Pod Maneżem, Borek, 1905 r.

Maneż, Manes, pod Manesem, pod Maneżem – niegdyś w hipotekach tak nazywano jednostki mniejsze niż wieś, przysiółek etc.
Jedne z pierwszych wzmianek znajdziemy w dokumentach z 1790 roku "...wyrokiem Sądu Kolokacyjnego z 24 maja 1790 r. dobra: miasto Janowiec, z przyległościami, a to lasem Rudzkim, Krzywybór, Przycznik, pod Manesem, Zapust oraz arendą i karczmą, a następnie folwark Oblassy, większa część wsi Mszadla, folwark Ławecko i wieś Łaguszew a także pałac w Zwierzyńcu, przypadły krojczemu koronnemu Józefowi Potockiemu …".
Kolejne źródło przytaczające nazwę Manes pochodzi z 1882 „Według Towarzystwa Kredytowo Ziemskiego dobra Janowieckie składają się z folwarków: Janowiec nad Wisłą, Oblassy, Manyż, grunty orne i ogrody.”
Informacje na temat Manesu znajdziemy także w Archiwum Państwowe w Radomiu. Dokument z 1905 roku pokazujący mapę z zaznaczonym na niej Manesem. Dokument został wydany przez Zarząd Dóbr Państwowych - Komisję Urządzania Lasów. Skan mapy poniżej w tym haśle.

## Środowisko naturalne
Manes znajduje się na terenie doliny przecinający pas wyżyn nazywany Małopolskim Przełomem Wisły. Obszar ten w całości podlega ochronie jako Obszar Natura 2000, co oznacza, że jest cenne ze względu na naturalny stan rzeki Wisły i uznany za korytarz ekologiczny rangi europejskiej.
Manes jest także ostoją dzikiej przyrody. Znajduje się tu jedno z nielicznych znanych w Polsce miejsc występowania motyla modraszka oriona (łac. Scolitantides orion). Gatunek objęty jest ochroną prawną, znajduje się również w Polskiej Czerwonej Księdze Zwierząt prowadzonej przez Instytut Ochrony Przyrody PAN, w kategorii gatunków bardzo wysokiego ryzyka wyginięcia. W Polsce spotykany na kilku stanowiskach, najliczniej występuje wyspowo na Wyżynie Lubelskiej w okolicach Kazimierza Dolnego i Janowca w tym Manesu.

## Manes dziś
Dziś w rękach prywatnych na terenie Manesu znajduje się punkt widokowy na Małopolski Przełom Wisły z pejzażem Kazimierza Dolnego oraz leśna apteka zaopatrzona w naturalne ziołowe specyfiki wyrabiane na miejscu z lokalnie dostępnych ziół.